# 薩默夏德 (肯塔基州)
薩默夏德（英語：Summer Shade）是位於美國肯塔基州梅特卡夫縣的一個人口普查指定地區。

## 人口
根據2020年美國人口普查的數據，薩默夏德的面積為5.28平方千米，當中陸地面積為5.27平方千米，而水域面積為0.01平方千米。當地共有人口294人，而人口密度為每平方千米55.68人。